# 布迪亞蒂奇
50°42′27″N 24°10′30″E / 50.70750°N 24.17500°E
布迪亞蒂奇（烏克蘭語：Будятичі）是烏克蘭西部沃倫州沃洛德米爾區的村莊，面積5平方公里，海拔高度218米，人口636，人口密度每平方公里127.2人。